# Meniída
Le dème de Meniída, en grec moderne : Δήμος Μενηίδος / Dímos Meniídos, est un ancien dème de Macédoine-Centrale en Grèce. Depuis 2010, il fait partie du dème de Skýdra.
Selon le recensement de 2011, la population du dème compte 4 575 habitants.